# جون كوغلين (صحفي)
جون كوغلين (بالإنجليزية: John Coughlin)‏ هو صحفي أمريكي، ولد في 3 سبتمبر 1925، وتوفي في 17 فبراير 2001.